# 박병효
박병효(1935년 9월 6일~1981년 5월 30일)는 대한민국의 정치인이다. 제9·10대 국회의원을 지냈다.

## 역대 선거 결과
|  | 33.33% |

|  | 17.91% |